# Гулон, Херольд
Дэррил Херольд Гулон (фр. Darryl Hérold Goulon; родился 12 июня 1988, Париж, Франция) — французский футболист, играющий на позиции защитника.

## Карьера игрока
Гулон, в 2002 году, был выбран для обучения в знаменитой академии «Клерфонтен». Покинув академию, Херольд присоединился к французскому клубу—чемпиону «Олимпик Лион».
Проведя год в резервах, но сыграв всего в 3 матчах, он присоединился к английскому клубу «Мидлсбро», подписав контракт на три года. Несмотря на шумиху, связанную с подписанием игрока со стороны «Мидлсбро» и фанатов клуба, а также сравнением Херольда с такими игроками как Патрик Виейра, Гулон играл только в резерве. По окончании срока контракта, игрок покинул английский клуб так и не сыграв в премьер-лиге.